# István Csizmadia
István Csizmadia (Budapeste, 16 de dezembro de 1944) é um ex-canoísta húngaro especialista em provas de velocidade.

## Carreira
Foi vencedor da medalha de bronze em K-4 1000 m em Cidade do México 1968, junto com os seus colegas de equipa Csaba Giczy, Imre Szöllősi e István Timár.